# سیل ۲۰۱۷ جنوب آسیا

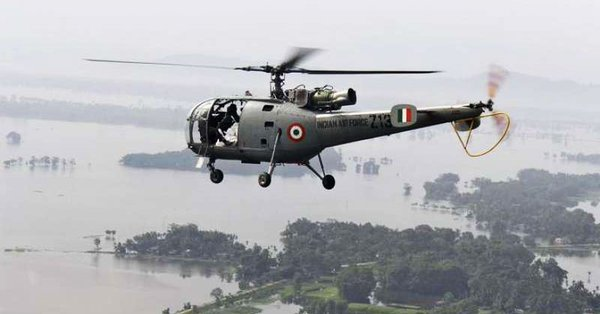
نیروی هوایی ارتش هند در حال کمک‌رسانی به سیل‌زدگان در منطقه گجرات

سیل ۲۰۱۷ در جنوب آسیا در آخر ماه اوت حدود هزار و دویست کشته برجای گذاشت.
سیل در ایالت بیهار هند سبب به زیر آب رفتن زمین‌های کشاورزی و خانه‌ها شد و براساس گزارش رسانه‌ها ۵۰۰ کشته برجای گذاشته‌است. بنگلادش، نپال، هند، و پاکستان نیز شاهد بارش کم‌سابقهٔ باران و جاری شدن سیل بوده‌اند. به گفته گروه‌های امداد، دگرگونی‌های موسمی از ماه ژوئیه تا سپتامبر ۲۰۱۷ بیش از چهل و یک میلیون نفر را تحت تأثیر قرار داده‌است. سازمان ملل می‌گوید سیل و طوفان بر زندگی ۴۱ میلیون مردم اثر داشته‌است.
در مقایسه؛ طبق گزارش «مرکز تحقیقات اپیدمیولوژی بلایای طبیعی»، به طور متوسط سالیانه ۲٬۰۰۰ نفر در اثر وقوع سیل در طول دو دههٔ گذشته در جنوب آسیا، زندگی خود را از دست داده‌اند.